# کلستریدیوم دیفیسیل
کلستریدیوم دیفیسل (Clostridium difficile یا C. difficile, C. diff و CDF/cdf) یک گونه باکتری از باکتری‌های گرم-مثبت و اسپور-دار است. این باکتری یکی از علل عفونت‌های روده‌ای بیمارستانی است. سموم کلستریدیوم دیفیسیل در مدفوع ۱۵ تا ۲۵ درصد از بیماران مبتلا به اسهال ناشی از آنتی‌بیوتیک و بیش از ۹۵ درصد بیماران مبتلا به کولیت غشاء کاذب، یافت می‌شود. بیش از ۹۰ درصد از موارد عفونت به کلستریدیوم دیفیسیل پس از درمان یا در حین درمان با آنتی‌بیوتیک رخ می‌دهد. کلیندامایسین، سفالوسپورین‌ها و پنی‌سیلین‌ها بیشترین آنتی‌بیوتیک‌های مرتبط با عفونت به کلستریدیوم دیفیسیل هستند، اما تقریباً همه داروهای ضد میکروب به جز آمینوگلیکوزیدها موجب عفونت به کلستریدیوم دیفیسیل می‌شوند. مطالعات اخیر نشان داده‌است که فلوروکینولون‌ها قویاً با عفونت به کلستریدیوم دیفیسیل مرتبط هستند.
دیگر عوامل خطرساز عفونت به کلستریدیوم دیفیسیل شامل افزایش سن، ابتلا به بیماری شدید، انجام اعمال به غیر از جراحی بر روی دستگاه گوارش، وجود لوله بینی-معدی، مصرف داروهای ضد زخم، بستری بودن در بخش مراقبت‌های ویژه، اقامت طولانی مدت در بیمارستان، مصرف طولانی مدت آنتی‌بیوتیک و مصرف چندین آنتی‌بیوتیک به‌طور همزمان می‌شوند.

شیوع عفونت کلستریدیوم دیفیسل اکتسابی از جامعه (منظور بیمارانی است که از یک سال قبل در بیمارستان بستری نبوده‌اند) در حال افزایش است. علاوه بر استفاده از آنتی‌بیوتیک، موارد عفونت کلستریدیوم دیفیسل مربوط به جامعه به دنبال مصرف داروهای کنترل‌کننده اسید معده (مانند مهارکننده‌های پمپ پروتون و آنتاگونیست‌های گیرنده H2) نیز ایجاد می‌شود.
کلستریدیوم دیفیسل از طریق مسیر مدفوعی-دهانی منتشر می‌شود و انتقال بیمار به بیمار مشاهده می‌شود.
عمل پیوند مدفوع از شیوه‌های درمان این بیماری است.

## بیماری‌زایی
کلستریدیوم دیفیسل عامل بیماری انتروکولیت با غشای کاذب است. این ارگانیسم هم به صورت فعال و هم به شکل اسپور یافت می‌شود. اسپورها به مدت طولانی در محیط زنده می‌مانند و می‌توانند از محیط اسیدی معده عبور کنند. در روده کوچک اسپورها به شکل فعال تبدیل می‌شوند.
اگر فلور طبیعی روده بزرگ به دلیل مصرف آنتی‌بیوتیک به هم خورده باشد عفونت ایجاد می‌شود. تولید سم برای ایجاد بیماری ضروری است. مهم‌ترین عامل در قدرت بیماری‌زایی ناشی از کلستریدیوم دیفیسیل تولید سموم A و B است. این سموم مسئول التهاب، ترشح مخاط و مایعات و آسیب مخاطی که موجب اسهال یا کولیت می‌شود، هستند. این بیماری یک عفونت بیمارستانی شناخته می‌شود.

## تاریخچه
دانشمندان در سال ۱۹۳۵ موفق به کشف باکتری کلستریدیوم دیفیسل شدند. اما تا سال ۱۹۷۸ متوجه بیماری اسهال ناشی از مصرف آنتی‌بیوتیک‌ها نشدند. در دهه ۱۹۷۰ میلادی، به دنبال مصرف آنتی‌بیوتیک کلیندامایسین، این بیماری ظاهر شد. در مدت بیست سال پس از آن، بروز این بیماری توسط آنتی‌بیوتیک‌های با طیف وسیع پنی‌سیلین و خانواده سفالوسپورین تأمین شد. در سال‌های اولیه قرن حاضر، آنتی‌بیوتیک‌های فلوروکینولون، با به وجود آمدن نسل جدید خطرناک این باکتری در ارتباط هستند.

## چرخه زندگی باکتری
سلول‌های فعال در حال تقسیم باکتری به مرحله اسپور می‌رسند. این اسپورها خنثی و به لحاظ متابولیک غیرفعال هستند و در این مرحله موجب بیماری نمی‌شوند. در عین حال این اسپورها به‌قدری سخت و محکم هستند که قوی‌ترین مواد ضدعفونی‌کننده و آنتی‌بیوتیک‌ها قادر به نابودی آن‌ها نیستند. بیماری که دارای این باکتری است، در مدفوع خود باکتری را خارج می‌کند. عدم رعایت بهداشت، این باکتری را روی وسایل گوناگون و مواد غذایی پخش می‌کند؛ و این بار باکتری در دستگاه گوارش شخص دیگری به زندگی ادامه می‌دهد. اگر این شخص باکتری‌های مفید دستگاه گوارش خود را از دست داده باشد، دچار این بیماری اسهال و التهاب خواهد شد و گاه حتی بسیار بدتر رخ می‌دهد. سویه‌های معمولی باکتری کلستریدیوم دیفیسیل تنها دو نوع سم A و B تولید می‌کردند، اما سویه‌های مقاوم جدید دارای ۱۶ برابر سم A، و ۲۳ برابر سم B هستند.

## نشانه‌های بیماری
- اسهال آبکی (حداقل سه بار اجابت مزاج در روز، به مدت بیش از دو روز)
- تب
- کاهش اشتها
- حالت تهوع
- درد شکمی

## دلیل ابتلا
در بیمارهایی که موارد مصرف آنتی‌بیوتیک به مدت طولانی دارند، این بیماری مشاهده می‌شود. افراد مسن‌تر و در حال بستری در بیمارستان، بیشتر در معرض این بیماری قرار دارند. آنتی‌بیوتیک‌های دخیل در این بیماری، سفالوسپورین، آمپی‌سیلین، آموکسی‌سیلین و کلیندامایسین هستند. باکتری بیماری‌زا به‌سرعت می‌تواند در بیمارستان پخش شود. مصرف طولانی مدت آنتی‌بیوتیک، موجب از دست رفتن باکتری‌های مفید دستگاه گوارش در دفاع از بدن می‌شود و باکتری بیماری می‌تواند رشد کند و شروع به آزاد کردن سموم کند. اگر بیمار قبلاً از آنتی‌بیوتیک‌های گسترده‌اثر مصرف کرده باشد، باکتری‌های مفید بیشتری را از دست داده‌است. البته مطالعات اخیر نشان داده‌است که جوان‌ترهایی که سابقهٔ استفاده طولانی مدت آنتی‌بیوتیک داشته‌اند نیز به این بیماری مبتلا شده‌اند. در سال‌های اخیر این بیماری به کرات و با شدت بیشتر روی داده و با دشواری معالجه روبرو شده‌است.

## پیشگیری
در صورت تشخیص به موقع، این بیماری قابل پیشگیری است.

## درمان
آنتی‌بیوتیک‌های قبلی باید فوراً قطع شود. برای درمان این بیماری نیز نیاز به آنتی‌بیوتیک است. اما مقاومت نسل جدید این باکتری برابر آنتی‌بیوتیک‌ها درمان را مشکل می‌سازد. اغلب درمان طولانی و با چندین آنتی‌بیوتیک باید باشد. وانکومایسین به دلیل مقاوم بودن برای آنتروکوک در مرحله نخست درمان توصیه نمی‌شود. بسته به شدت بیماری، مترونیدازول برای درمان مرحله نخست بیماری مفید است.

## رعایت بهداشت
این باکتری می‌تواند مدت‌ها روی اشیاء بی‌جان، روی میز، دستگیرهٔ درها، سینک و دستشویی و توالت زندگی کند. مانند همهٔ بیماری‌های عفونی، برای پیشگیری از گسترش عفونت، به مدت ۱۵ تا ۲۰ ثانیه ساییدن شدید دست‌ها با آب و صابون، به ویژه پس از رفتن به دستشویی و پیش از صرف غذا، به‌طور مرتب انجام شود. پوشیدن دستکش در تماس با وسایل بیمار و نیز جدا نگه‌داشتن بیمار توصیه می‌شود. وسایل بیمار، با محلول‌های هیپوکلریت ضدعفونی شوند. کسانی که وارد اتاق بیمار می‌شوند باید گان و دستکش تمیز بپوشند و پیش از ورود و پس از خروج از اتاق، دست خود را بشویند. صابون، اسپور کلستریدیوم دیفیسیل را از بین نمی‌برد، بلکه ساییدن دست در زیر آب جاری می‌تواند اسپورها را براند. الکل هم بر این باکتری بی‌اثر است.

## سطح ضدمیکروبی آلیاژهای مس
با وجود سرسختی اسپورهای باکتری کلستریدیوم دیفیسیل، در آزمایشی، ۹۹٫۸٪ اسپورها در مدت سه ساعت روی سطح مسی کشته شدند. در آزمایش دیگری، نابودی کامل اسپورها در مدت ۲۴ تا ۴۸ ساعت گزارش شده‌است. پیشگیری از گسترش باکتری از راه به‌کارگیری مس و آلیاژهای آن (داشتن حداقل ۶۰٪ مس) راهبرد نوینی خواهد بود.